# Rohrbach, Ilmtal-Weinstraße
Rohrbach är en ortsteil i staden Ilmtal-Weinstraße i Landkreis Weimarer Land i förbundslandet Thüringen i Tyskland. Rohrbach var en kommun fram till den 1 januari 2019 när den uppgick i Ilmtal-Weinstraße. Kommunen Rohrbach hade 207 invånare 2018.